# Pedrão (calciatore 1997)
Pedro Henrique de Oliveira Correia, meglio noto come Pedrão (San Paolo, 3 maggio 1997), è un calciatore brasiliano, difensore del Maccabi Haifa.

## Caratteristiche tecniche
È un difensore centrale.

## Carriera
Cresciuto nel settore giovanile dell'Água Santa ha debuttato in prima squadra il 6 febbraio 2016 in occasione dell'incontro del Campionato Paulista perso 4-0 contro il San Paolo. Nel febbraio 2017 è stato prestato al Palmeiras, che al termine della stagione lo ha acquistato a titolo definitivo.
Nel gennaio 2019 è stato ceduto in prestito annuale all'América-MG dove ha giocato 8 incontri di Série B ed uno nel Campionato Mineiro, e nel gennaio 2020 è passato all'Athl. Paranaense con la stessa formula.
Il 19 agosto 2020 ha lasciato per la prima volta il Brasile, firmando sempre in prestito con i portoghesi del Nacional.
Il 29 agosto 2024 viene acquistato dal Maccabi Haifa.